# Національна гімназія Йойогі
35°40′03″ пн. ш. 139°42′01″ сх. д. / 35.6675° пн. ш. 139.700278° сх. д.
Національна гімназія Йойогі (японська: 国立 代 々 木 競技場) — арена, розташована в парку Йойогі в місті Шібуя, Токіо, Японія, яка славиться своїм дизайном підвісних дахів.

## Будівництво

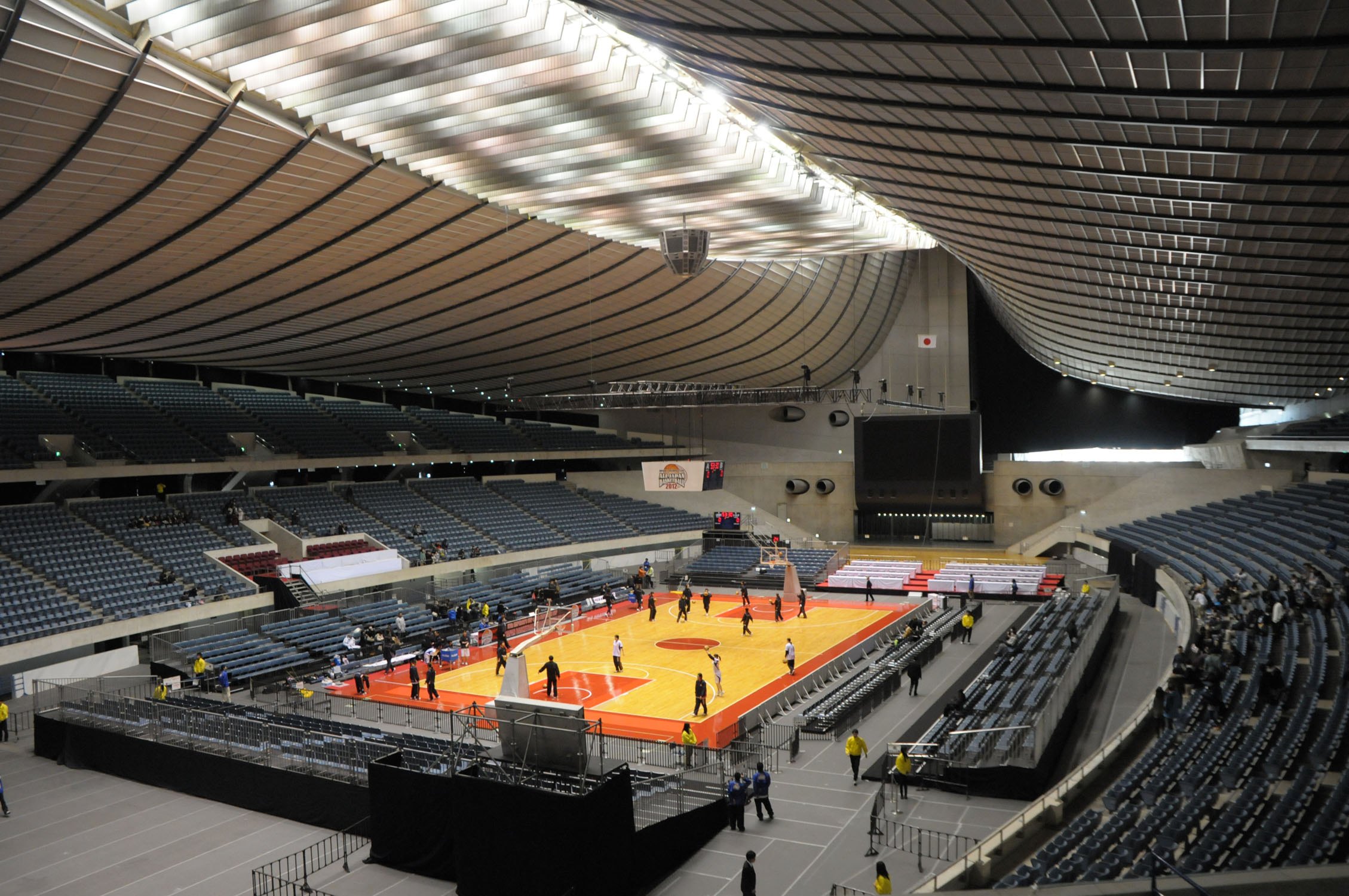
Інтер’єр Національної гімназії Йойогі

Вона була розроблена Кензо Танге і побудована між 1961 і 1964 роками для проведення плавальних та дайвінг заходів на літніх Олімпійських іграх 1964 року. Окремий додаток був використаний для змагань з баскетболу на тих самих іграх. Вона також мала приймати змагання з гандболу на літніх Олімпійських іграх 2020 року.
Арена вміщує 13 291 особу (9079 місць на трибунах, 4124 місця на арені та 88 місць "королівської скриньки"), і зараз вона в основному використовується для хокею, футзалу та баскетболу. 

## Зовнішні посилання
- Офіційний сайт (in Japanese)
- Сторінка спортивних споруд на офіційному вебсайті Японської спортивної ради
- Офіційний звіт літніх Олімпійських ігор 1964 року. Том 1. Частина 1. pp. 121–4.
- Олімпійська арена - чудові будівлі в Інтернеті
- Національна гімназія Йойогі в archINFORM